# イルミネーション (SEKAI NO OWARIの曲)
「イルミネーション」（英: Illumination）は、日本のバンド・SEKAI NO OWARIの2作目の配信限定シングル。

## 概要
前作「サザンカ」から約8ヶ月ぶり、配信限定シングルとしては「Death Disco」から約5年ぶりのシングル。
米倉涼子主演のテレビドラマ『リーガルV〜元弁護士・小鳥遊翔子〜』の主題歌に書き下ろし起用された。ドラマ主題歌を担当するのは「天使と悪魔」以来14作ぶりとなる。

## 収録曲
1. イルミネーション [4:24]
作詞：Saori、Fukase
作曲：Saori、Nakajin
編曲：SEKAI NO OWARI、小林武史
ストリングスアレンジ：小林武史、四家卯大
この楽曲についてメンバーは「炎で燃やされても残ることが出来るくらいの強さと、色んな意見を聞いて決断するという優しさ、その選択を後押し出来る曲にできたらと思い制作した」と語っている[5]。
ミュージック・ビデオは、鮮やかな色彩を隠し持つグレーの衣装を身に着けた4人の少女と、赤、青、黄色の衣装に分かれたダンサーたちが、楽曲の世界観をダンスで表現した内容となっている[6]。

## 参加ミュージシャン
SEKAI NO OWARI
- Fukase：Vocal & Backing Vocal
- Nakajin：Backing Vocal & Electric Guitar & Programming
- Saori：Piano & Glockenspiel
- DJ LOVE：DJ

Additional Musician
- 河村"カースケ"智康：Drums
- キタダマキ：Bass
- 四家卯大ストリングス：Strings
- 安達練：Computer Programming

## タイアップ
- テレビ朝日系列木曜ドラマ『リーガルV〜元弁護士・小鳥遊翔子〜』主題歌 (#1)

## 収録アルバム
- Lip (#1)